# Милка Туйкова
Милка Димитрова Туйкова е българска актриса. Родена на 12 септември 1927 г.

## Биография
Първоначално учи две години „Английска филология“. Завършва специалност „Актьорско майсторство“ през 1951 г. във ВИТИЗ „Кръстьо Сарафов“ в класа на професор Николай Масалитинов.
През същата година дебютира в ролята на Севда от „Снаха“ на Караславов в Бургаския театър и остава в тамошната трупа в периода (1951 – 1979). Най-известните ѝ театрални роли са Людмила, Наташа, София (съответно от пиесите „Васа Железнова“, „На дъното“, „Последните“ на Максим Горки), Катерина Иванова (от „Престъпление и наказание“ на Достоевски), Анисия („Силата на мрака“, Лев Толстой), Татяна („Разлом“, Борис Лавреньов), Севда („Снаха“, Георги Караславов), Росица („Село Борово“, Крум Велков), Яна („Вяра“, Тодор Генов) и други.
Дебютът на актрисата в киното е през 1952 г. във филма „Данка“. Има многобройни филмови участия, като Ана Маркова в „Наша земя“ (1952), Лекарката в „Законът на морето“ (1958), Баба Йорданка в „Матриархат“ (1977) и други.
Печели награда за женска роля на VII МКФ в гр. Карлови Вари, Чехословакия през 1952 г. Носителка е на орден „Кирил и Методий“ I ст. Получава званието „Заслужил артист“ през 1970 г. Удостоена е със званието „Почетен гражданин на Бургас“ през 2003 г. Погребана е в София.
Член на САБ (1951).

## Награди и отличия
- Заслужил артист (1970).
- Орден „Кирил и Методий“ – I степен (1970).
- Награда „за женска роля“ на VII МКФ (Карлови Вари, Чехословакия, 1952)
- „Почетен гражданин на Бургас“ (2003).

## Театрални роли
- „Васа Железнова“ – Людмила
- „На дъното“ (Максим Горки) – Наташа
- „Последните“ (Максим Горки) – Лена
- „Престъпление и наказание“ (Фьодор Достоевски) – Катерина Иванова
- „Силата на мрака“ (Лев Толстой) – Анисия
- „Разлом“ (Борис Лавреньов) – Татяна
- „Снаха“ (Георги Караславов) – Севда
- „Село Борово“ (Крум Велков) – Росица
- „Вяра“ (Тодор Генов) – Яна
- „Когато розите танцуват“ (Валери Петров) – чиновничката
- „Ивайло“ (Иван Вазов) – Кремена

## Телевизионен театър
- „Любов необяснима“ (1976) (от Недялко Йорданов, реж. Недялко Йорданов)

## Филмография
| Година | Филми/Сериали                    | Серии | Копродукции     | Роля                                                        |
| ------ | -------------------------------- | ----- | --------------- | ----------------------------------------------------------- |
| 1988   | Неизчезващите                    | 5     |                 | (в 3 серии: III, IV, V)                                     |
| 1980   | Юмруци в пръстта                 |       |                 | майката на Тошката                                          |
| 1979   | Всеки ден, всяка нощ             |       |                 |                                                             |
| 1977   | Матриархат                       |       |                 | баба Йорданка                                               |
| 1977   | Звезди в косите, сълзи в очите   |       |                 |                                                             |
| 1975   | Войникът от обоза – („Братушка“) |       | СССР / България | леля Стояна                                                 |
| 1972   | Агент №1 – („Agent nr 1“)        |       | Полша           | майката                                                     |
| 1967   | С дъх на бадеми                  |       |                 | съпругата на Никодимов (не е посочена в надписите на филма) |
| 1962   | Двама под небето                 |       |                 |                                                             |
| 1962   | Хроника на чувствата             |       |                 | Яна                                                         |
| 1959   | Звезди – („Sterne“)              |       | ГДР / България  | партизанка                                                  |
| 1958   | Законът на морето                |       |                 | лекарката                                                   |
| 1952   | Наша земя                        |       |                 | Ана Маркова, учителка                                       |
| 1952   | Данка                            |       |                 | Данка                                                       |